# Alentiana aurantiaca
Alentiana aurantiaca är en ringmaskart som först beskrevs av Addison Emery Verrill 1885.  Alentiana aurantiaca ingår i släktet Alentiana och familjen Polynoidae. Inga underarter finns listade i Catalogue of Life.